# Hortipes hyakutake
Hortipes hyakutake är en spindelart som beskrevs av Jan Bosselaers och Rudy Jocqué 2000. Hortipes hyakutake ingår i släktet Hortipes och familjen flinkspindlar. Inga underarter finns listade i Catalogue of Life.